# John Young

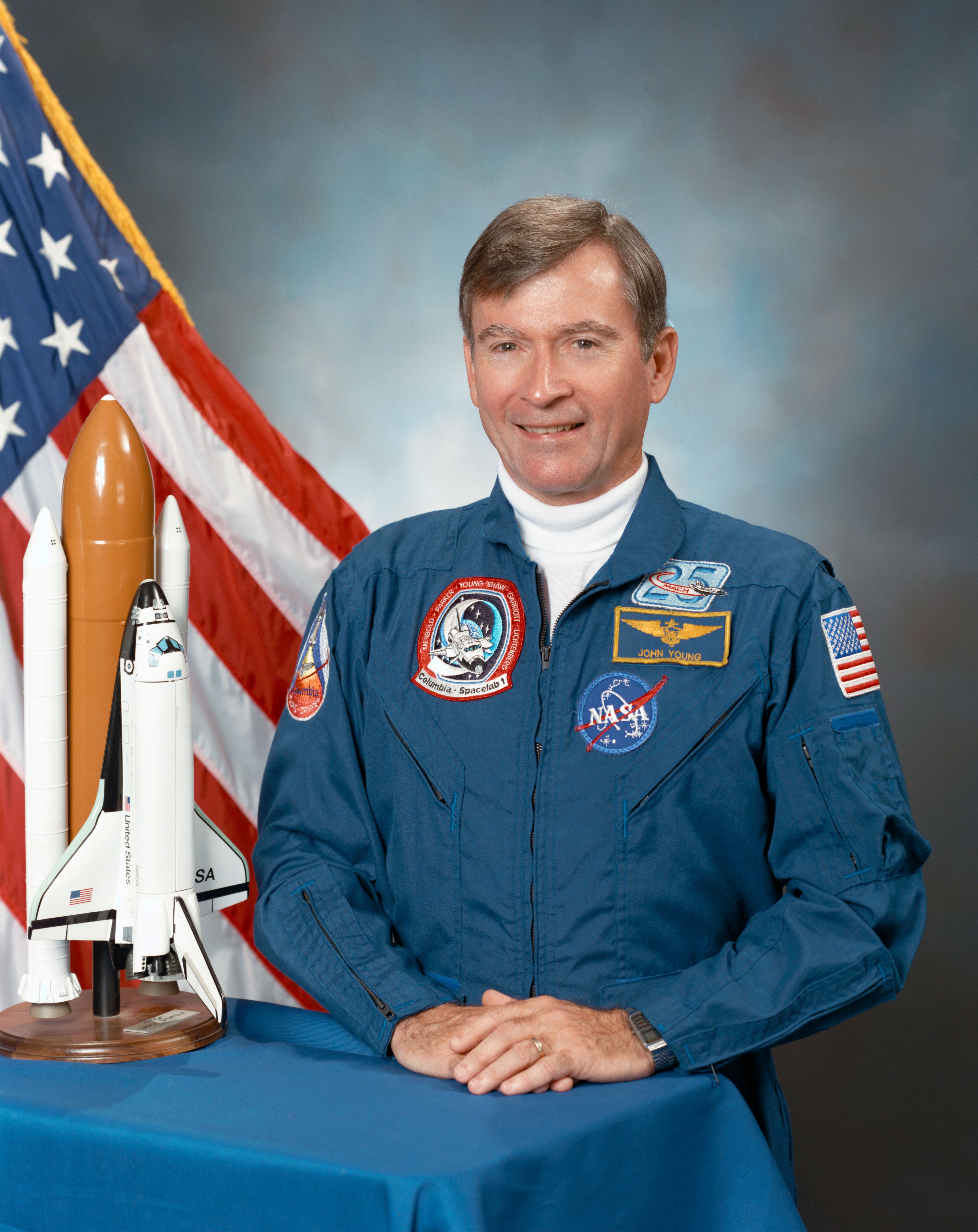
John Young

John Watts Young (San Francisco, 24 september 1930 – Houston, 5 januari 2018) was een Amerikaans ruimtevaarder (astronaut). Hij was de eerste mens die zesmaal in de ruimte heeft gevlogen en behoorde tot de twaalf ruimtevaarders die op de maan zijn geweest. Met een dienstverband van 42 jaar (1962-2004) is hij tot op heden (september 2024) de langst dienende astronaut van de  NASA.

## Biografie
Young was aanvankelijk testpiloot bij de United States Navy en vestigde in 1962 met een F-4A Phantom II twee klimsnelheidsrecords: op 21 februari naar een hoogte van 3000 m in 34,52 s, en op 3 april naar 25.000 m in 3 min, 50,44 s. Op 17 september van datzelfde jaar werd hij geselecteerd voor de astronautenopleiding van NASA.
Young werd op 23 maart 1965 voor zijn eerste ruimtevlucht gelanceerd als piloot aan boord van de Gemini 3. Zijn metgezel was Virgil Grissom, die al eerder gevlogen had aan boord van de Mercury MR-4. Gemini 3 was de eerste bemande vlucht in het kader van het Geminiprogramma, en de eerste Amerikaanse bemande ruimtevlucht met een bemanning van meer dan één persoon. Na drie omwentelingen rond de aarde landde de Gemini 3 in de Atlantische Oceaan.
Young werd op 18 juli 1966 voor zijn tweede ruimtevlucht gelanceerd aan boord van de Gemini 10. Hij vloog als gezagvoerder samen met piloot Michael Collins. Ze voerden rendezvous-manoeuvres uit, en Collins voerde een ruimtewandeling uit.
De derde ruimtevlucht van Young begon op 18 mei 1969 toen hij werd gelanceerd aan boord van de Apollo 10. Zijn functie was piloot van de Command Module. (Thomas Stafford was gezagvoerder en Eugene Cernan was piloot van de maanlander.) Apollo 10 was de laatste testvlucht voor de eerste landing op de maan door Apollo 11. Apollo 10 voerde de vlucht volledig uit zoals Apollo 11 die zou uitvoeren, met uitzondering van de maanlanding zelf. De maanlander voerde in een baan om de maan allerlei manoeuvres uit, inclusief ontkoppeling en koppeling met de Command Module, en daalde tot 10 kilometer boven het maanoppervlak.
Young werd voor de vierde keer gelanceerd op 16 april 1972 aan boord van de Apollo 16. Deze keer was hij gezagvoerder. Ken Mattingly was piloot van de Command Module en Charles Duke piloot van de maanlander. Duke en Young voerden drie maanwandelingen uit, die in totaal bijna 20½ uur duurden. Daarbij verzamelden ze bijna 95 kilogram aan maanmateriaal, en reden driemaal in de maanwagen waarmee ze in totaal bijna 26 kilometer aflegden.
In de periode tussen zijn Apollo- en Space Shuttle-vluchten was Young hoofd van het Astronaut Office van het Johnson Space Center in Houston, Texas.
De vijfde ruimtevlucht van Young was tevens de eerste vlucht van een spaceshuttle, vlucht STS-1. Young werd als gezagvoerder gelanceerd aan boord van ruimteveer Columbia op 12 april 1981 samen met piloot Robert Crippen. Tijdens deze vlucht van 54½ uur werden de systemen van de spaceshuttle uitgebreid getest. Het was voor het eerst dat een ruimtevaartuig met bemanning werd getest zonder dat er eerst onbemande testvluchten hadden plaatsgevonden.
Young werd voor de zesde en laatste keer gelanceerd op 28 november 1983, wederom aan boord van de spaceshuttle Columbia. Deze vlucht, aangeduid als STS-9, had een aantal primeurs. Het was de eerste vlucht met het ruimtelaboratorium Spacelab, het was de eerste ruimtevlucht met een bemanning van zes personen en het was de eerste vlucht met een niet-Amerikaanse ruimtevaarder aan boord van een Amerikaans ruimtevaartuig (de Duitser Ulf Merbold).
Zijn zes ruimtevluchten duurden in totaal bijna 35 dagen. Sinds zijn toetreding tot de NASA heeft Young, met inbegrip van ruimtevaarder, diverse functies bekleed. Sinds 31 december 2004 was hij met pensioen.
Young was gehuwd en had twee kinderen.